# Zentralorgan
Zentralorgan oder Centralorgan ist ein veralteter Ausdruck für eine Verbandszeitschrift.

## Publizistische Beispiele
Zu den frühen Beispielen gehören Die Welt als Zentralorgan der Zionistischen Vereinigung (ein zentrales Mitteilungsblatt der frühen zionistischen Bewegung), Zentralorgan für die gesamte Chirurgie und ihre Grenzgebiete als wichtiges medizinisches Fachblatt im 19. Jahrhundert wie den DIN-Mitteilungen als Zentralorgan der deutschen Normung des Deutschen Instituts für Normung, Küche und Keller als „Central-Organ für das Hotel- und Gastwirts-Gewerbe“.
Der Begriff hat sich insbesondere in den offiziellen Zeitungen und Zeitschriften von sozialistischen und Arbeiterparteien seit deren Aufkommen erhalten und wird auch im übertragenen Sinne gebraucht.
Beispiele für die Nutzung im linken Umfeld sind der Vorwärts, die SPD-Parteizeitung, sowie Die Rote Fahne in der deutschen und österreichischen Ausgabe als Zentralorgan der jeweiligen KP. In der DDR gaben die Blockparteien und Massenorganisationen jeweils eigene Zentralorgane heraus: Neues Deutschland (SED), Bauernecho (DBD), Neue Zeit (CDU), Der Morgen (LDPD), National-Zeitung (NDPD), Tribüne (FDGB), Junge Welt (FDJ).
Im übertragenen Sinne wird der Ausdruck für ein Leib-und-Magen-Blatt einer bestimmten Gemeinschaft gebraucht. So wurde das Computermagazin c’t im Spiegel als Zentralorgan von Nerdistan bezeichnet. Etwas negativer ist die Nennung bei wichtigen Meinungsmachern, die als Gatekeeper im publizistischen Sinne dienen und dabei auch unliebsame Meinungen unterdrücken. Beide Aspekte vereinigt das Fanzine Zentralorgan von Dynamo Dresden, dessen Titel auf die parteikonforme Vergangenheit des ehemaligen DDR-Vorzeigefußballclubs anspielt. Herausgegeben wird es von der Fangruppierung Ultras  Dynamo.
Von 1997 bis 2002 existierte das neonazistische Magazin Zentralorgan aus dem Spektrum der Freien Kameradschaften.